# Арханђел Рафаил
Архангел Рафаил (хебр. רפאל. „Бог излечи“, „Бог исцељује“; арап. اسرافيل) је архангел познат у Јудаизму, хришћанству, и исламу.
Име Рафаил потиче од јеврејске речи Рафе што значи лек или лекар. У Хришћанству и Јудаизму се сматра моћним исцелитељем људи и животиња. Према јеврејском Мидрашу, Рафаил излечи бол Авраму након обрезивања. У исламу, помиње се као анђео Исрафел (арап. اسرافيل) - онај који ће увести у Судњи дан.

## Архангел Рафаил у јудаизму и хришћанству
Од седам арханђела у јеврејској ангелологији, само архангели Михаил и Гаврил (Данило 12:1) се помињу по имену у списима који су постали канонски за хришћане. Рафаил се помиње по имену у Књизи о Товиту, која је канонска у православљу и католицизму. У Књизи пророка Еноха додају се четири поглавље: Урила, Рагуила, Сарила и Јерамила.
Верује се да долази на место где је био позван, али не може да интервенише ако не постоји добра воља код тог човека. Ако лице одбија да прими духовно исцељења, он га не може присилити. Ипак, верује се да, присуство Рафаила само по себи има умирујуће дејство и помаже - смањује стрес и анксиозност.
У Књизи Товита Рафаил путује са Товитом, и током путовања га штити и чува. Од тада се узима као заштитник путника. Рафаил - заштитник помаже нарочито онима који почињу духовни пут за проналажење вечне истине.
Рафаил је научио Товита како да користи рибу у медицинске сврхе, за производњу мелема лекова и масти.
Рафаел је такође видар дивљих и домаћих животиња. Рафаел је помогао да излечи Товитово слепило.
Архангел Рафаел и Михаил често делују заједно. Према предању, Рафаил је био тај који је дао краљу Соломону магични прстен са урезаном шестокраком звездом, и Соломон је искористио овај прстен као симбол победе над демонима.

## Рафаил у исламу
Према Хадису, Исрафил (Рафаил на арапском) је анђео који најављује долазак Судњег дана, дувањем у рог и пуштањем „Духа истине“. За разлику од Џибрила (архангел Гаврил) и Микаила (архангела Михаила), његово име се не помиње у Курану.